# آرامگاه مالک
آرامگاه مالک آرامگاهی در شهر سنقر از توابع استان کرمانشاه است. این آرامگاه هشت ضلعی، دو قسمت دارد. قسمت فوقانی که از آجر ساخته شده و سردابه که از سنگ‌های تراش خورده ساخته شده‌است.

## قدمت
قدمت آرامگاه مالک تاکنون مشخص نشده‌است. در منابع متعددی قدمت این بنا به دوره‌های سلجوقیان، ایلخانان
 و یا تیموریان بازگردانده شده‌است.

## هویت صاحب آرامگاه
هویت صاحب آرامگاه مالک مشخص نیست. برخی به اشتباه صاحب آرامگاه را مالک اشتر دانسته‌اند. برخی دیگر نیز این فرض را مطرح کرده‌اند که فردی به نام سنقر که حاکم شهر سنقر بوده در این مکان دفن شده‌است.

## معماری آرامگاه
بقعهٔ مالک به صورت یک برج بر روی تپه‌ای در مرکز شهر سنقر قرار دارد. بنای آرامگاه هشت ضلعی است و گنبدی آجری دارد. هر ضلع بنا ۳/۵ متر طول دارد. در طبقهٔ پایین ساختمان سردابه‌ای هشت ضلعی وجود دارد که پوشش آن گنبدی است. بخش تحتانی آرامگاه یعنی سردابه با سنگ‌های تراشیده و بخش فوقانی آن با آجر ساخته شده‌است. در هر یک از اضلاع ساختمان، طاق‌نمایی با قوس جناغی قرار دارد. در داخل این طاق‌نماها تزئینات آجرکاری دیده می‌شود و لچکی طاق‌نماها نیز با کاشی‌های فیروزه‌ای رنگ تزئین شده‌است.
آرامگاه مالک هم‌اکنون دارای یک در ورودی به طبقه فوقانی است و راهی به طبقهٔ زیرین یا سردابه در آن مشاهده نمی‌شود. در سردابه از سال ۱۳۵۹ به بعد بسته بوده و ورود به آن امکان‌پذیر نیست. گفته می‌شود که دو طبقهٔ دیگر در زیر طبقهٔ فوقانی مقبره قرار دارد و آرامگاه در مجموع از سه طبقه تشکیل شده‌است، که طبقهٔ آخر آن به سردابه می‌رسد که راه آن در طبقه فوقانی قرار دارد. این راه به صورت یک دریچهٔ مربع شکل به سمت پایین است و پله‌های طولانی به سمت طبقهٔ میانی و سردابه ادامه دارد. هم‌اکنون به دلایل مختلف راهی وجود ندارد یا اینکه امکان عبور از آن دریچه یا پله‌ها به دلیل فرسایش دیواره‌ها و پله‌ها وجود ندارد.

## مرمت آرامگاه
بنای آرامگاه در سال ۱۳۵۹ مورد مرمت قرار گرفته است. در دی ۱۳۹۸ برنامهٔ مرمتی جدیدی شامل مرمت گنبد، تعویض ناودانی‌ها، مرمت بخش‌هایی از سردابهٔ داخل بنا، تعویض در ورودی بقعه و سردابه، بندکشی دیوارهای بقعه و … در دستور کار قرار گرفت.

### محوطه‌سازی
در دی ۱۴۰۳ اعلام شد محوطه‌سازی بقعۀ مالک شامل کف‌سازی، سکوسازی و ساخت باغچه در محوطۀ این بنا به انجام رسیده است.

## کشف تابوت‌های قدیمی
در جریان پاکسازی سردابه در سال ۱۳۴۶ در درون محوطهٔ آجری و بندکشی شدهٔ زیر آرامگاه تعدادی تابوت چوبی بدون تزئینات که تعداد آن‌ها ۲۵ عدد ذکر شده کشف شده‌است که در درون آن‌ها اجسادی با قدمتی بسیار کمتر از مقبره قرار داشته که به سنت اسلامی دفن شده‌بودند. داریوش فرمانی رئیس ادارهٔ میراث فرهنگی، گردشگری و صنایع دستی شهرستان سنقر و کلیایی در سال ۱۳۹۳ این کشف را تأیید کرده و از عکس‌هایی از آن تابوت‌ها خبر داده‌است که اکنون در مرکز اسناد انقلاب اسلامی موجود است. او همچنین تأیید کرده‌است که مشخص نیست که آن تابوت‌ها به کدام نقطه منتقل شده‌اند.

## کشف سنگ‌نوشته
در سال ۱۳۹۰ سنگ‌نوشته‌ای از قبرستان پیرامون آرامگاه مالک در شهرستان سنقر کلیایی کشف شد که پس از راه‌اندازی موزهٔ مردم‌شناسی سنقر هم‌اکنون در این موزه نگهداری می‌شود.

## شایعات دربارهٔ آرامگاه و سرقت از آن
گفته می‌شود که در سال ۱۳۷۹ فردی بر اساس مطالب کتابی قدیمی که در دسترس داشته، گمان می‌برد که زنجیری ۸ کیلوگرمی که از سقف آرامگاه آویخته شده، از جنس طلا است. ان زنجیر که در آن سال‌ها به دلیل روشن کردن آتش در آرامگاه کاملاً سیاه شده بود توسط آن فرد ناشناس به سرقت رفته‌است.
علاوه بر این‌ها یکی از معمران سنقر به نام روح‌الله کتاب‌اللهی متولد ۱۲۸۱ خورشیدی در سال ۱۳۷۰ به خاطرهٔ یک دزدی از مقبره اشاره کرده‌است که حدود ۳۰ سال قبل از آن تاریخ، توسط عده‌ای خارجی و ایرانی با اتومبیل و به صورت شبانه انجام شده و طی آن افراد ناشناس با برداشتن سنگ جلوی در ورودی به داخل دخمهٔ آرامگاه رفته و مقدار زیادی اشیا تاریخی از قبیل زیورآلات، شمعدان، اشیای طلایی و حتی سنگ‌های مرمر مقبره را نیز به سرقت برده‌اند.
علاوه بر این‌ها شایعاتی مبنی بر وجود تونلی مخفی در زیر شهر سنقر وجود دارد که آرامگاه مالک را به امام‌زاده احمد در این شهر وصل می‌کند. ادارهٔ میراث فرهنگی، گردشگری و صنایع دستی شهرستان سنقر و کلیایی این احتمال را مطرح کرده که قناتی قدیمی در زیر شهر سنقر وجود داشته باشد که از آن به تونل تعبیر شده و حفر آن در دوران ایلخانیان و صفویان بسیار رایج بوده‌است. اطلاع دقیقی از میزان صحت و سندیت وجود چنین قناتی در دست نیست و انجام کاوش نیز به دریافت مجوز از پژوهشکده باستان‌شناسی ایران دارد.